# Teresa Santamaría de González
Teresa Santamaría de González, född 1897, död 1985, var en colombiansk feminist.
Hon utnämndes 1954 av general Gustavo Rojas Pinilla till kommissionen för att utreda införandet av kvinnors rösträtt. De konservativa Josefina Valencia de Hubach och Teresa Santamaría de González (suppleant) och liberalerna Esmeralda Arboleda de Uribe och María Currea de Aya (suppleant) var alla medlemmar i kommissionen.